# Chamba (Himachal Pradesh)
Chamba – miasto w północnych Indiach w stanie Himachal Pradesh, w zachodnich Himalajach.
Populacja miasta w 2001 roku wynosiła 20 312 mieszkańców.